# 다이노스 베이스볼 파크
다이노스 베이스볼 파크(영어: Dinos Baseball Park)는 대한민국 경상남도 고성군에 건설될 야구장이었다. 공사기간은 정해지지 않았으며, NC 다이노스 2군 홈 구장으로 사용될 예정이었으나 창원시와의 새 야구장 선정 문제로 인해 사실상 백지화된 상태다. NC 다이노스 2군이 고양시에 둥지를 틀어 실질적으로 전면 취소되었다.